# Alessandro Striggio
Alessandro Striggio (asi 1536/1537, Mantova – 29. února 1592, Mantova) byl italský hudební skladatel, hudebník a
diplomat.
Skládal světskou i duchovní hudbu, mimo jiné mnoho madrigalů a dramatickou hudbu, je zakladatelem žánru madrigalové komedie. Pocházel ze šlechtické rodiny a jako hudebník i diplomat sloužil Medicejům.
Jeho syn Alessandro Striggio mladší byl libretistou.